# Biscuiterie La Sablésienne
La Sablésienne est une biscuiterie artisanale et familiale fondée en 1962 à Sablé-sur-Sarthe dans les Pays de la Loire,.

## Historique de La Sablésienne
En 1995, La Sablésienne reçoit la certification Ecocert et le label AB.[réf. nécessaire]
En 2003, Amélie Loret-Scherrer reprend l'entreprise via le holding Natea.
En 2008, l'entreprise obtient la certification Qualité-Tourisme pour la qualité de ses visites[source insuffisante].
En 2009, La Sablésienne reçoit le prix du meilleur biscuit de l’Ordre Culinaire International pour le Croq’framboise et le prix de la gastronomie.
En 2014, Amélie Loret reçoit le prix des femmes de l’Économie Pays-de-Loire,.

## Production
L'entreprise fabrique ses produits de manière artisanale à Sablé-sur-Sarthe. Les recettes sont sans colorant, sans conservateur et sans arôme artificiel. Ses fournisseurs sont principalement régionaux.[réf. nécessaire]

## Distribution
La distribution se fait dans 6 boutiques en Sarthe (Sablé-sur-Sarthe = 2 , La Flèche, Le Mans = 2, Angers). La marque à récemment ouvert deux points de vente au Japon.